# Strenia Fluctus
Lo Strenia Fluctus è una struttura geologica della superficie di Venere.